# Darreh-ye Jowz
Darreh-ye Jowz (persiska: درّه جوز, Darjoz’) är en ort i Iran.   Den ligger i provinsen Kerman, i den centrala delen av landet, 700 km sydost om huvudstaden Teheran. Darreh-ye Jowz ligger 2 193 meter över havet och antalet invånare är 178.
Terrängen runt Darreh-ye Jowz är huvudsakligen kuperad, men norrut är den bergig. Runt Darreh-ye Jowz är det ganska glesbefolkat, med 28 invånare per kvadratkilometer. Närmaste större samhälle är Jarjāfk, 9,0 km öster om Darreh-ye Jowz. Trakten runt Darreh-ye Jowz är ofruktbar med lite eller ingen växtlighet.